# Fontarón
Fontarón és una parròquia consagrada a l'Esperit Sant pertanyent al municipi de Becerreá, província de Lugo.

## Geografia
A parròquia té 11,66 km² de superfície i 870 m d'altitud.

## Demografia
Segons el padró municipal de 2004 la parròquia de Fontarón tenia 64 habitants (33 homes i 31 dones), distribuïts en 9 entitats de població (o lugares), el que pressuposà una disminució en relació al padró de l'any 1999 quan hi havia 71 habitants. Segons l'IGE, el 2014 la seva població va caure fins a les 51 persones (27 homes i 24 dones).
| Evolució de població de Fontarón Fonts: INE i IGE.                                                                 |      |      |      |      |      |      |      |      |      |      |      |      |      |      |      |      |      |      |      |      |      |
| 1801 | 1991 | 1999 | 2000 | 2001 | 2002 | 2003 | 2004 | 2005 | 2006 | 2007 | 2008 | 2009 | 2010 | 2011 | 2012 | 2013 | 2014 | 2015 | 2016 | 2017 | 2018 |
| 219 | 79   | 71   | 67   | 69   | 69   | 65   | 64   | 64   | 59   | 55   | 55   | 53   | 56   | 55   | 54   | 52   | 51   | 49   | 49   | 47   | 46   |
| (Els criteris de registre censal van variar entre el 1801 i 2018, les dades del INE i del IGE poden no coincidir.) |      |      |      |      |      |      |      |      |      |      |      |      |      |      |      |      |      |      |      |      |      |

## Llocs
- As Cabanas
- Caldoval
- Foncova
- Fontarón
- O Lago
- Pedrelada
- Regochao
- Regosmil
- O Teso

## Personatges cèlebres
Henriqueta Outeiro Mestra i guerrillera, comunista galega. (1910-1989).